# Heinrich Köselitz
Johann Heinrich Köselitz, también conocido por su pseudónimo Peter Gast (Distrito de Annaberg, 10 de enero de 1854 - ibídem, 15 de agosto de 1918) fue un compositor alemán del Romanticismo.
Estudió en el Conservatorio de Leipzig y luego residió en Basilea, donde entabló una estrecha amistad con el filósofo Friedrich Nietzsche, y después de pasar muchos años en Italia fue nombrado director de los Archivos Nietzsche de Weimar.

## Obra
Compuso las siguientes óperas:
- Willram (1879)
- Scherz, Liszt und Rache (1881)
- König Wenzel, Orpheus und Dyonisos y Die heimliche Ehe (1891)
- Wallpurgis (1903)